# 드 토마소 과라
드 토마소 과라(이탈리아어: De Tomaso Guarà)는 드 토마소의 스포츠카이며 설립자이자 소유주인 Alejandro de Tomaso가 시장에 진출한 마지막 차량이다. 1993년 제네바 모터쇼에서 발표되었다.

## 생산 및 판매
최초의 자동차 (주로 쿠페)는 1994년에 판매되었으며 일부 중단에도 불구하고 2005년과 2006년에는 이탈리아, 오스트리아 및 스위스에서 쿠페와 바르체타는 여전히 사용할 수 있었다 (전액 선불 필요). 그러나 회사가 청산에 들어간 2004년 이후에는 자동차가 생산되지 않은 것으로 보인다. 2004년 오스트리아인이 주문한 마지막 차는 드 토마소의 청산이 완료된 후 2011년에만 인도되었다.